# Terri Dendy
Terri Dendy (ur. 5 sierpnia 1965) – amerykańska lekkoatletka, specjalizująca się w biegach sprinterskich. 

## Sukcesy sportowe
- halowa mistrzyni National Collegiate Athletic Association w biegu na 400 metrów – 1988[1]

| Rok  | Miasto        | Zawody                    | Konkurencja        | Wynik         |
| ---- | ------------- | ------------------------- | ------------------ | ------------- |
| 1991 | Sewilla       | Halowe mistrzostwa świata | sztafeta 4 x 400 m | brązowy medal |
| 1993 | Toronto       | Halowe mistrzostwa świata | sztafeta 4 x 400 m | srebrny medal |
| 1995 | Mar del Plata | Igrzyska panamerykańskie  | sztafeta 4 x 400 m | srebrny medal |

## Rekordy życiowe
| konkurencja        | na stadionie                    | w hali                            |
| ------------------ | ------------------------------- | --------------------------------- |
| bieg na 60 metrów  |                                 | 7,63 – Fairfax, 06/02/1999        |
| bieg na 100 metrów | 11,81 – Zurych, 16/08/1989      |                                   |
| bieg na 200 metrów | 23,02 – Chapel Hill, 26/05/1993 | 23,75 – Budapeszt, 04/03/1989     |
| bieg na 400 metrów | 52,56 – Yasco, 23/06/1996       | 52,57 – Oklahoma City, 12/03/1988 |